# Монети Нижньої Наддніпрянщини та Подінців'я
Монети Нижньої Наддніпрянщини та Подінців'я почали карбувалися на початку Великої зам'ятні на монетних дворах Шехр-аль-Джедіду, Урді (також з епітетами аль-Муаззан, аль-Джадід), Урда-Базарі та ін. в «Мамаєвій Слободі» наставниками від беклярбека Мамая Абдулах-ханом, Мухаммед-Булаком та ін. ханами (1362—1380). За часів Тохтамиша і до часів розпаду Орди, Половецькі степи обживали тюркські та слов'янські племена, а також переховувалися хани під час розподілу велико-ханського трону в головній ставці Золотої Орди — Сараї. Останні монети на території Дешт-і-Кіпчаку карбувалися перед зникненням Великої Орди за часів хана Ібаки (1481, 1487, 1491—1495). На початку карбування виготовлялися срібні данги та мідні пули, починаючи з XV ст. лише данги, а з 20-х років XV ст. і до останніх часів карбування — акче.

## Історія

Мамаєва Слобода. 1360-ті роки

Влітку 1359 року, після вбивства хана Бердібека та внаслідок початку Великої зам'ятні, Золота Орда була розділена на декілька частин де над ґурґенами (ханська знать) став опікуватися беклярбек Мамай. Оскільки Мамай був нащадком Чингісхана, він не мав права на ханський престол, тому був змушений ставити ханів-маріонеток, які вели свій рід від Джучі. У 1362 році, під час боротьби чингізидів за трон Орди, Мамай змушений втікати з Сараю на свої західні володіння, створюючи ставки на сході від порогів Дніпра та на кордоні північного Причорномор'я від Молдавії до Південного Бугу і до самого Північного Кавказу. Намісником Мамай поставив Абдулах-хана в той час коли в Сараї правив хан Мурад а в Гюлістані Азіз-шейх. Його ставки історики назвали як «Мамаєва Слобода». Є всі підстави вважати, що резиденція беклярбека розташовувалась на лівому березі річки Конка, поблизу важливої стратегічної ділянки — вузького місця для переправи через Дніпро. За А. О. Скальковським, до 1770 р. цю місцевість називали Крименді-Базаром (Кримським базаром), а у пізніх джерелах — Микитинським перевозом. У другій половині 1360-х років Нижнє Поволжя опинилося в глибокій політичній а економічній кризі. В результаті кризи найбільший монетний двір в Ґюлістан-сараї був знищений, а обсяг емісії Сарай аль-Джадіду різко скоротився. У 1374 (776 р. Г.) році на Волжських землях карбування монет почалося в Хаджи-Тархані, а в Західній частині Улус Джучі відкрилися монетні двори з назвою Урда (Урда, Урда-Базар, Урда аль-Махруса та ін.) та Шерх-аль-Джадід. У 1374 році, під час літньої посухи, голоду та епідемій, Мамай залишив свої ставки у Нижній Надніпрянщині та Подінців'ї, відійшовши до Кримського півострова де пробув два роки. Починаючи з 1380 року, після вбивства Мамая в Криму, джучиди на чолі з ханом Тохтамишем повертаються знову на землі Нижньої Волги.
В 1953 році, у низовинах Дніпра, поблизу річки Кінські Води (крим. Yilki Su) дослідником В. Й. Довженок було виявлено золотоординське поселення, назване пізніше городищем Великі Кучугури (Запорізька область, Україна). За пізнішими дослідженнями археологів на цьому місці в період 1363—1380 років розміщувалися столиця «Мамаєвої Слободи» — Урду, де перебували два наставники Мамая — чингізіди Абдуллах і Мухаммед-Булак. Фактична влада знаходилась в руках Мамая, який не маючи прав на ханський престол, спирався на свою креатуру — підставних ханів. Зберігся письмова грамота тих часів за 1379 рік, у яких Мухаммед-Булак засвідчує митрополиту Михайлу про місце розсташування ставки: «…Написаний у рік вівці, за Гіджрою сімсот вісімдесятого, місяця зу-ль-каада в десятий день нового місяця
[28 лютого 1379 р.], коли ставка знаходилась у місці, що зветься Великий Луг…». За реконструкцією історичних подій, у Великому Лузі (крим. Ulug Çair) аналогічні ярлики, що звільняли церкву від податків, видавалися митрополиту Олексію від імені ханів Абдуллаха (осінь 1363 р.) і Мухаммед-Булака (осінь 1371 р.). Також неподалік Великих Кучугур знаходилося городище Білозерське на території сучасного міста Кам'янка-Дніпровська та розташовано безпосередньо в межах Кам'янського городища скіфського часу. Історик О. С. Терещенко, який у 1852 р. відвідав Білозерське городище, де виявив велику кількість золотоординських монет. На його думку, на місці городища було татарське поселення, тут яке за своєю будовою та предметами подібне на столицю Золотої Орди Сарай-Бату. У 1888 р. городище обстежив геолог В. Д. Соколов, який знайшов монети різного карбування, зокрема грецького, римського, золотоординського та турецького. Значна кількість золотоординських монет карбувалися від імені ханів Абдуллаха, Мухаммед-Булака та Тохтамиша і датувалися 1363, 1365 та 1386 (770, 772 і 783 рр. Г.) роками. На лівому березі річки Кінської, у селі Велика Знам'янка розташоване городище Мамай-Сурка (колишня назва поселення — Мамай-Су). За дослідженням Н. П. Вертильяка, у центральній частині городища Мамай-Сурка в один ряд розміщувалися чотири високі кургани, на яких місцевими мешканями для будівництва розкопувалися тесаний камінь та обпалена цегла. Біля самої річки знаходилась заглибена місцина — можливо залишки палацу, або фортеці. У записах Таврійської єпархії 1887 р. Гермогена містяться відомості, що поблизу села Великої Знам'янки знаходили давній посуд, монети та різні прикраси монгольської культури часів середньовіччя.
Згідно з новими знахідками монет (наприкінці 1990-х — на початку 2000-х рр. знайдено було 245 монет з позначенням місця карбування Урда-Базар часів карбування 1420—1460 рр.) часів Золотої Орди в низовинах Дніпра (Бузький лиман, Херсонська та Миколаївська області, Україна) з позначкою монетного двору Урду-Базар, дослідником Пачкаловим А. В. припускається варіант, про існування також і ставки з такою назвою і в Середній Азії. Точне місцезнаходження поселення не відоме. У 1983 році дослідником В. Г. Мухамадієвом було визначено два монетних двори з назвою Урда Базар — в Булгарії та у Середній Азії. В 2004 році істориком К. К. Хромовим було локалізовано 3-й монетний двір з цією назвою у Нижньодніпровському регіоні. У 2008 році археологом В. Б. Піворовичем зазначив, що знахідки монет двору Урда-Базар розповсюджені від села Тягинка, Бериславського району, Херсонської області до Аджигольської балки, розміщеної поміж селами Солончаки та Дмитрівка Очаківському районі, Миколаївської області. В останні часи стало відомим ще одне поселення з назвою Урду-Базар, локалізація якого поки що піддається сумнівам. У 2015 році вдалося познайомитися із шукачами і отримати від них інформацію. Велика кількість монет, з позначенням монетного двору Урда-Базар, була знайдена поблизу села Златопіль, Василівського району, Запорізької області. Зі слів шукачів, монети зустрічалися навколо пересохлого струмка, яке впадало в Каховське водосховище.
Від часів раннього середньовіччя відомі торгові шляхи від річки Уди по Сіверському Донцю до Дону а далі до Азовського та Чорного морів. Торгівля цим шляхом заохочувалися половцями, які пропускали купців навіть під час військових дій. Після завоювання монголами Половецького степу торгівля цими шляхами не припинилися про що свідчать знайдені скарби джучидських монет в різні часи на території Харківщини. У 1857 році в місті Харкові було знайдено скарб, який складався з 228 монет викарбуваних в період з 1314—1366 (715—776 рр. Гіджри) роки в Сарай аль-Джадіді, Гюлістані, Азаці, Урді. Більша частина монет, починаючи від часів правління Бердібека, карбовалася в Азаці. Скарб був переданий до Харківського Імператорського університету. У 1893 році в Бабаївській волості, Харківського повіту на березі річки Уди було знайдено скарб із 425 монет періоду карбування 1380—1412 років виготовлених на монетний дворах в Сараї аль-Джадіді, Азаку, Урді, Урді аль-Джадіді, Солхаті та Кефі. На жаль, монети були віддані на переплавлення. У 1909 році на території Богодухівського повіту було знайдено 8 вагових полтин новгородського типу. У квітні 2014 року в Чугуївському районі (Харківська область, Україна) поблизу річки Сіверський Донець було знайдено скарб, який складався із 116 джучидських монет, з яких вдалося розпізнати 114 екзеплярів. Серед монет було знайдено і монети, викарбувані з позначенням монетних дворів Урда, Урда-Сетудан, Урда аль-Муаззам, Бік-Базарі та ін. монетних дворів 1394—1422 (796—824 рр. Г.) років. В цьому ж році була опублікована інформація про скарб, знайдений поміж селами Зауддя та Стара Покровка. Скарб складався з 300 монет, з яких вдалося визначити 153 екземпляри. Із них 2 монети Мухаммед-Булака карбування Урди 1371 та 1375; 142 монети Тохтамиша з місцем карбування Азак (також з епітетом аль-Махруса), Урда аль-Муаззам, Урда-Сетудан, Сарай (також з епітетом аль-Джадід), Крим; монети Тимур-Кутлука, Таш-Тимура карбованих в Солхаті в 1387, 1397, 1399 роках; одна монета анатолійського бейлику Еретни. Скарби джучидських монет довгий час були єдиним свідченням про торгові шляхи Поуддя, але археологами в недавні часи були виявлені цілі поселення: в 2006 році поселення Олешки (Також були знайдені монети Мухаммеда-Булака з позначенням монетного двору Урда. Площа городища 4 га); У 2008—2009 роках на вулиці Квітки Основ'яненка (Харків) на глибині бл. 2-х метрів були знайдені залишки поселення та історичні знахідки часів Золотої Орди (Площа поселення 700 м²).
Згідно з нумізматичними матеріалами, купці із Нижнього Подоння (Східна Слобожанщина) через праву притоку Сіверський Донець діставались до річки Сейми і потрапляли у Курськ. На Луганщині, неподалік села Шипилівка (Попаснянський район) археологами було виявлено літню ставку Улус Джучі. Площа займає 800 м² і знаходиться на березі Сіверського Донця. На місці ставки було знайдено різні предмети побуту, жіночі прикраси, срібні та мідні монети. Починаючи з 60-х років XX ст. завдяки зрошувальним каналам на поверхню вимивалося купа середньовічних монет. За підрахунками археологів та місцевих краєзнавців за 30—40 років було знайдено близько 3 тисяч монет, на кожні 18-20 мідних монет припадає одна срібна монета. На відреставрованих срібних монетах було прочитано ім'я та титули хана Абдаллаха, рік карбування (1363 (766 р. Г.). Також на зворотній стороні карбувалася назва монетного двору — Урда аль-Муаззам. Також були знайдені свинцеві вагові гирьки, які слугували для купівлі крупних товарів де срібні монети рахувалися не за кількістю монет, а за вагою. Середня вага дангів того часу складала 1,365 гр., а знайдена гирька — 19,6 грамів. Отже при зважуванні монет потребувалося 14 дангів. Близько 90 % монет карбовані ханом Абдуллахом. Археологи також знайшли і штемпелі для карбування монет, володіння якими було винятковим правом хана. Історик Пачкалов А. В. не виключає варіант, що до основної ставки Урда в подальші часи застосовувалися епітети аль-Джадід, аль-Махруса та аль-Муаззам.
За часів правління литовського князя Вітовта (1392—1430) велася боротьба за витіснення монголів з земель Причорномор'я. 24 квітня 1398 року Вітовт надав привілей хану Тимур-Кутлуку на заснування ставки та на подовження податкового імунітету (тарханства) поблизу литовської фортеці Місурим (с. Мишурин Ріг, Дніпропетровська область, Україна) в розрахунках союзницької боротьби проти Тохтамиша і московських князів. Не виключно, що ставка Улуг аль-Джадід знаходилася саме в цих місцевостях. У 1915 році в західній частині Воронізькій губернії був знайдений скарб, який складався з 603 дангів та 11 вагових зливків. У 2006 році до Воронезького краєзнавчого музею була передана більша частина скарбу — 420 монет. Знайдені данги карбувалися з позначенням монетних дворів Сарай, Сарай аль-Махруса, Сарай аль-Джадід, Гюлістан, Керим, Азак, Кефа, Орда аль-Муаззам, Хорезм та ін. і датувалися від часів Узбек-хана часів правління хана Шадібека. На 6 монетах з цього скарбу історики прочитали позначення монетного двору як Улуг аль-Джадід.

## Монетний двір в Урді
Незначний відсоток опублікованого нумізматичного матеріалу пам'ятки породили дискусію відносно часу функціонування городища Великі Кучугури і ототожнення з ним ставки з назвою Урда. У 1983 році історик О. П. Григор'єв вперше висунунув гіпотезу про існування монетного двору з такою назвою на Нижньому Дніпрі. На думку дослідника, емісія монет з легендою Орду тривала з 1363 до 1437 року, а у 1501—1502 р. тут розташовувалась ставка кримського хана Менглі Ґірая. На монетному дворі в Урді карбування монет тривало до початку XV ст.

### Данги

Карбування в Урді. Данг, хан Абдуллах, 1368 (770 р. Г.)

На монетному дворі Нижньодніпровської ставки Урда (араб. اوردو) перші данги почались карбуватися за часів хана Абдулаха.
- 1) 1363—1366 (766—768 р. Г.). На аверсі в крапковому колі легенда в 3 рядки: «Хан Абдулах, нехай продовжиться його правління». На реверсі позначення місця карбування Урда. Існує різновид з «вузлами щастя» на аверсі та реверсі.
- 2) 1367—1370 (770—772 р. Г.). На аверсі легенда в шестидуговому картушу. На реверсі у восьмидуговому картуші з 4 загостреними кутами легенда. Подібні данги карбувалися за часів наставника Мамая Мухаммед-Булака, але цифра 1 абджадом.
- 3) 1369—1379 (771—781 рр. Г.) З 1375 дата абджадом). В чотиридуговому картушу легенда в 3 рядки: «Султан справедливий/Гіяс ел-Дунья ад-Дін/Мухаммед-хан, нехай продовжиться його правління». З боків дуг «вузли щастя». На реверсі у восьмидуговому картуші з 4 загостреними кутами позначення монетного двору та рік. Існує різновид картушу, а також на стиках «вузли щастя». Також існує варіант тексту на реверсі: «Карбування/Влада Аллаху/Урда[рік]» та недатований. На початку правління Тохтамиша використовувався штемпель Мухаммеда, на якому було змінено лише ім'я хана.
- 4) 1380 (782 р. Г.). На аверсі ім'я хана Мухаммеда-Булака, з правого боку «вузол щастя». Рік зображено дзеркально. На реверсі Каліма Ісламу: «Немає Бога крім Аллаха і Мухаммад — пророк його» араб. لا اله الا الله محمد رسول الله).
- 5) Тохтамиш. 1386—1388 (788—790 рр. Г.). В крапковому колі восьмидуговий картуш в якому позначалось ім'я та титули хана. На реверсі в подвійному лінійному колі (в центрі крапковий) восьмидуговий картуш з 4 загостреними кутами в центрі якого зазначене місце карбування та рік. Існує варіант зі скороченим текстом на аверсі.
- 6) Бек-Пулад (1391—1392) 793 р. Г.). На аверсі легенда в 3 рядки: «Султан справедливий/Пулад-хан/нехай продовжить Аллах його правління» (араб. خلد الله ملكه بولاد خان  اللط لعا  ن). На реверсі позначення монетного двору та рік в 3 рядки: «Карбування в Орді в 793 році» (араб. ضرب/اوردو فى / ٧٩٣ سنة)[45].
- 7) Шадібек. 1403—1408 (805—810 р. Г.). На аверсі легенда в 3 рядки: «Султан справедливий/Шадібек/Нехай продовжить Аллах його правління [рік]». На реверсі Шагада та позначення монетного двору. З лівого боку «вузли щастя». Подібні данги без «вузлів щастя» карбувалися за часів Пулад-хана в 1408—1410 роках та недатовані[46].
- 8) В період правління Тимур-хана (1410—1411) та в період першого правління Джелал ад-Діна (1411—1412) карбувалися так-звані гібридні екземпляри дангів, які нумізмати назвали «мулами». Зазвичай використовувався штемпель з Калімою в парі зі штемпелем на якому карбувалися Шагада Ісламу: «[Засвідчую, що] немає Бога крім Аллаха і [засвідчую, що] Мухаммад — пророк його» (араб. أشهد أن لا إله إلا الله وأشهد أن محمدا رسول الله) На реверсі позначався монетний двір Урда та рік карбування. Такі данги були знайдені у скарбі в Чугуївському районі, Харківської області[47].
- 9) За часів Керим-Берди (1413—1414) почали карбуватися срібні акче. На аверсі в крапковому та лінійному колах легенда у 4 рядки: «Султан/справедливий/[Ім'я хана]/хан». На реверсі позначення монетного двору. Подібні монети карбувалися і за недовгого правління Дервіш-хана та Даулат-Берди. На початку правління хана Улуг-Мухаммеда карбувалися акче з «вузлом щастя» на реверсі. У рік правління Хаджі-Мухаммеда (1419) карбувалися останні акче із позначенням монетного двору Урда із Т-подібною тамгою на аверсі[48].

### Пули

Карбування в Урді, пул. 1385—1390 роки

- 1) Не датований (Бл. 1363—1370). На аверсі легенда в 2 рядки, нижче рік: «Карбування в Урда[рік]» (араб. اوردو ضرب). На реверсі зображення кішки, крокуючої направо[49]
- 2) Не датований. На аверсі позначення місця карбування. На реверсі у ромбі із закругленими кінцями Т-подібна тамга, з боків віньєтки.
- 3) Не датований. На аверсі в шестидуговому картушу позначення монетного двору. На реверсі вершник на коні, що прямує вліво. Існує різновид з вершником в інший бік.
- 4) Складна розета в шестикутнику.
- 5) 1382, 1384 (785, 787 рр. Г.). На аверсі у восьмидуговому картушу із 4 загостреними кінцями легенда в 2 рядки, нижче рік. На реверсі зображення верблюда, який крокує направо.
- 6) 1389 (792 р. Г.). На аверсі легенда в 2 рядки, нижче рік. На реверсі в чотиридуговому картушу, з'єднаному «вузлами щастя» в центрі Т-подібна Тамга, яка внизу з'єднана з «вузлом щастя».
- 7) 1403 (807 р. Г.). Складна розета у восьмидуговому картуші.
- 8) 1405 (809 р. Г.). Шестикутна зірка в орнаменті[50].

## Монетний двір в Урда-Сетудан
У 2014 році в Чугуївському районі на березі Сіверського Донця та поміж селами Зауддя та Стара Покровка були знайдені скарби в яких знаходилися монети з позначенням місця карбування Урда-Сетудан (укр. Благословенна Орда) часів правління Тохтамиша.

### Данги

Карбування в Урда-Сетудані, данг, Тохтамиш, 1385 (787 р. Г.)

Данги карбувалися в середині 80-х років XIV ст. за часів правління Тохтамиша. В крапковому колі чотирьохдуговий картуш в якому позначалось ім'я та титули хана. На реверсі в крапковому колі шестидуговий картуш в центрі якого зазначене місце карбування: «Урда-Сетудан» (араб. تمجيد اوردو). Існує варіант зі скороченим текстом на аверсі.
.

## Монетний двір у Урда-Базарі

### Акче

Карбування в Урда-Базарі, Акче, Улу-Мухаммед

Срібні акче карбувалися на монетному дворі Урда-Базарі (араб. اوردو بازار) в Нижньодніпровському регіоні починаючи від часів правління Даулат-Берди (1419—1421, 1427—1432)
- 1) Даулат-Берди. Без дати. На аверсі легенда в 4 рядки: «Султан/справедливий хан/Даулат-Берди/нехай продовжиться його правління». На реверсі позначення монетного двору. Існують також різновиди зі скороченим надписом на аверсі[51]..
- 2) Улуг-Мухаммед. Без дати. На аверсі легенда в 3 рядки: «Султан/справедливий/Мухамед-хан». На реверсі в центрі карбувалася двонога тамга, під нею тринога тамга, навколо них позначення місця карбування. Існує різновид з іншим надписом на аверсі.
- 3) Без дати. На аверсі в малому колі надпис: «Хан/Мухамед». По колу «Верховний/хан». На реверсі двонога тамга, навколо неї позначення місця карбування. Існує також різновид з триногою тамгою та з надписом у чотирикутнику.
- 4) Без дати. На аверсі надпис: «Султан/Верховний/Мухамед=хан». На реверсі позначення місця карбування.
- 5) Кічі-Мухаммед (1428, 1432—1440, 1446—1459). На аверсі в малому колі надпис «Султан верховний хан», по колу легенда «Мухамед син Тимура» Ліворуч та праворуч від чотирикутника малі трикутники, у центрі Т-подібна тамга зубцями вгору. На реверсі навколо двозубої тамги позначення місця карбування. Існують також різновиди з Шагадою по колу на аверсі та з іншими надписами. Подібні акче також карбувалися за часів правління Саїд-Ахмада[52].
- 6) На аверсі в чотирикутнику позначення місця карбування. Ліворуч та праворуч від чотирикутника малі трикутники, у центрі Т-подібна тамга зубцями вгору. На реверсі легенда в 4 рядки: «Султан справедливий Мухаммед-хан, нехай продовжиться його правління». З лівого боку «вузол щастя»[53].
- 7) Махмуд (1459—1465). На реверсі легенда в 4 рядки: «Хан/Махмуд син/Мухаммед-хана, син/Тимур/хана». На реверсі навколо двоногої тамги позначення місця карбування. Подібні монети карбувалися за часів правління Ахмат-хана, Ібаки (Ібрахім)[54].
- 8) 1483—1485 (888—890 рр. Г.). На аверсі надпис: «Султан Муртаза, син Ахмад-хана» (араб. ناح دمحا نب ىضترم ناطلسلا). На реверсі в малому колі тарак-тамга, навколо неї позначення місця карбування[54][55].

### Пули

Карбування в Урда-Базарі, пул, XV ст.

Мідні монети з позначенням монетного двору Урда-Базар, почали карбуватися в 20-х роках XV ст.
- 1) На аверсі в чотирикутнику позначення місця карбування. Ліворуч та праворуч від чотирикутника малі трикутники, у центрі Т-подібна тамга зубцями вгору. На реверсі в крапковому колі зображення міфологічного звіра, прямуючого праворуч[53].
- 2) На аверсі в малому колі тринога тамга, навколо неї позначення місця карбування. На реверсі козел прямуючий вліво, над ним знак зодіаку Козоріг.
- 3) В центрі трикутник, навколо нього позначення місця карбування. На реверсі складний квітковий орнамент.
- 4) В лінійному колі позначення місця карбування. На реверсі в крапковому та лінійному колах зображено глек (кумган). З боків він'єтки.
- 5) В колі Т-подібна тамга. На реверсі позначення місця карбування. Існує різновид з «вузлом щастя» в чотирикутнику, навколо позначення місця карбування[15][56][57].

## Монетний двір в Урда аль-Муаззам
За дослідженням Г. О. Федорова-Давидова, Мамаєва Орда кочувала на Нижньому Дніпрі та у Північному Приазов'ї. За визначенням Є. Ю. Гончарова існувало декілька поселень Урда, вказуючи на те, що Урда аль-Муаззам карбувала монети з 1363 року.

### Данги

Карбування в Урда аль-Муаззамі. Данг, Абдулах, 1363 рік. Вага 1,365 гр.

Данги, а згодом акче, з позначенням монетного двору Урду-аль-Муаззам (араб. اوردو المعظم) карбувалися з 1363 року. Останні данги з карбувалися за часів правління Улу-Мухаммеда.
- 1) 1363—1364 (766—767 р. Г.). Абдулах. На аверсі в крапковому колі легенда в 3 рядки: «Хан Абдулах, нехай продовжиться його правління». На реверсі позначення місця карбування в 3 рядки, нижче рік: «Муаззам/Карбування/Урда/766» (араб. اوردو ضرب المعظم ۷٦٦)[46]. Подібні данги карбувалися в 1379—1380 (782 р. Г.) роках з іменем Мухаммед-Булака[59][60].
- 2) 1380—1385. Тохтамиш. На аверсі в крапковому колі легенда в 2 рядки: «Султан справедливий Тохтамиш-хан». На реверсі у восьмидуговому картуші із 4 загостреними кутами позначення монетного двору та рік.
- 3) 1387, 1389 (789, 791 рр. Г.). На аверсі в крапковому колі легенда в 3 рядки: «Султан справедливий Насир ад-Дин Тохтамиш-хан». На реверсі у восьмидуговому картуші позначення монетного двору та рік[46]. Подібні данги карбувалися в 1400—1401 (803 р. Г.) роках з іменем Шадібека[53].
- 4) За часів правління хана Чеґре (1414—1416) карбувалися срібні акче. На аверсі в колі «вузол щастя», по колу надпис: «Султан/Чеґре». На реверсі позначення монетного двору, у центрі тринога тамга.
- 5) Джелал ад-Дін. На аверсі легенда в 3 рядки: «Султан/Джелал ад-Дін/Нехай продовжиться…». На реверсі позначення монетного двору та рік.
- 6) За часів Дервіш-хана (1417—1419), Хаджі-Мухаммеда (1419), Даулат-Берди (Перші роки правління 1419—1421), та Улуг-Мухаммеда (Перші роки правління 1419—1423), карбувалися срібні акче. На аверсі в крапковому та лінійному колах легенда у 4 рядки: «Султан/справедливий/[Ім'я хана]/хан». На реверсі позначення монетного двору[61].

### Пули

Карбування в Урда аль-Муаззам, пул, поч. XV ст.

- 1) Без дати. На реверсі в крапковому та лінійному колах позначення монетного двору. На реверсі 2 птахи з перехрещеним хвостами.
- 2) 1386 (789 р. Г.). На аверсі у легенда в 3 рядки, нижче рік: «Карбування в Урда аль-Муаззані [рік]» (араб. المعظم ضرب اوردو). На реверсі птах, що летить праворуч.
- 3) 1388 (791 р. Г.) (також без дати). В дуговому картушу позначення монетного двору. На реверсі в дуговому карушу павич крокуючий направо. Існують різновид з павичем крокуючим наліво.
- 4) 1397 (800 р. Г.). Позначення монетного двору в шестидуговому картушу. Також недатовані. Фантастичний звір крокуючий вліво[50][53].
- 5) Недатований. Шестикутна зірка в орнаменті[50].

### Монетний двір в Урда аль-Джадід
У 1363—1380 (765—780 рр. Г.) роках у Подніпров'ї існувала ставка беклярбека Мамая Урда з епітетом ал-Муаззам. За версією Є. Ю. Гончарова після вбивства Мамая, Подніпровська ставка була перенесена Токтамишем на захід Дону, де почалося карбування монет з епітетом аль-Джадід. Дослідник А. П. Григор'єв порівнював назву Урда аль-Джадід з Янгі аль-Джадідом, який, за його думкою, варто локалізувати поблизу Криму. Також вчений схилявся до думки, що Тохтамиш перейменував «Нове Місто» на «Нову Ставку» і Янгі аль-Джадід отримав тюркський варіант назви «Янгі-Урда». Істориком Пачкаловим А. В. була висунута версія, аргументована за допомогою топографії скарбів, що монети Урда аль-Джадід карбувадися на західних територіях Волги. Скарби знайдені у Балаклаві (Крим, Україна), Олексіївці (Крим, Україна), Нижніх та Верхніх Кухурештах (Молдова), Рогожкіно (Ростовська область, Росія), Лави (Липецька область, Росія) в яких більшість монет карбувалися в Солхаті, Азаку, Урді (аль-Джадід, аль-Муаззам), Янгі-Шерху (Шерх аль-Джадід) і незначна кількість монет виготовлених у Нижньому Надволжі, що підтверджує гіпотезу Пачкалова про місце знаходження монетного двору на заході від Волги. В 1390 (793 р. Г.) році, після походу митрополіта Пімена з Москви до Константинополя, чернець Ігнатій описав його подорож згадуючи улус хана Бек-Пулада: «Далі за Великим Лугом на другий день подорожі [Пімен] вирушив до Бек-Пуладового улусу, де побачив велику кількість монгольського стада на пасовищах…». В ті часи одноденна подорож тривала не більше 60 км², отже припускається, що ставка Бек-Пулада знаходилася неподалік Південно-Східної Слобожанщини.

### Данги

Карбування а Урда аль-Джадід, Тимур-Кутлук, данг, 1397 рік

Данги почали карбувалися з позначенням місця карбування Урда-аль-Джедід (араб. اوردو الجديد) на початку правління Тохтамиша.
- 1) Тохтамиш. 1380-ті (Рік вказано помилковий лише двома цифрами 77). Також 1389 (791 р. Г.). На аверсі в лінійному колі легенда в 3 рядки: «Султан справедливий/Перемога віри/Тохтамиш-хан». На реверсі позначення монетного двору.
- 2) 1383 (785 р. Г.). На аверсі легенда в 3 рядки: «Султан справедливий/Джелал ед-Дін Махмуд/Тохтамиш-хан/нехай продовжиться його правління». На реверсі позначення місця карбування та рік аджадом в 5 рядків. Існує різновид у восьмикутному картушу із загостреними кутами.
- 3) 1383, 1399 (785, 802 р. Г.). В чотиридуговому картушу легенда в 3 рядки. З боків дуг «вузли щастя». На реверсі позначення місця карбування та рік аджадом в 5 рядків. В період правління Тимур-Кутлуга використовувався штемпель Тохтамиша, але зазначалося його ім'я та дата позначалася цифрами.
- 4) 1391—1392 (793—794 рр. Г.) На аверсі в крапковому колі легенда в 3 рядки. На реверсі позначення місця карбування в чотиридуговому картушу[46].
- 5) Бек-Пулад, 1391/1392 (793 р. Г.). На аверсі легенда в 3 рядки: «Султан справедливий/Бек-Пулад/нехай продовжиться…». Внизу, зліва від тексту «вузол щастя». На реверсі позначення місця карбування та рік. Існує різновид з шестидуговим картушем.
- 6) Тимур-Кутлук, 1400 (802 р. Г.). На аверсі легенда в 3 рядки: «Султан/[Ім'я]». На реверсі позначення монетного двору та рік. З лівого боку «вузли щастя». Подібні данги карбувалися Шадібеком 1400—1401 (802—803 р. Г.) роках[45][46].

### Пули

Карбування в Урда аль-Джадід, пул, бл. 1390-х

Найбільша кількість пулів з позначенням місця карбування Урда аль-Джадід були знайдені в скарбах городищ на Західній частині Волги. Пули почали карбуватися за часів правління хана Тохтамиша.
- 1) Не датований. На аверсі легенда в 2 рядки: «Карбування в Урда аль-Джадід» (араб. الجديد اوردو ضرب). На реверсі у ромбі із закругленими кінцями Т-подібна тамга, з боків віньєтки.
- 2) Не датований. На аверсі в десятидуговому картушу позначення монетного двору. На реверсі вершник на коні, що прямує вліво.
- 3) На реверсі в складному квітковому орнаменті в центрі сонце з людським обличчям. Існують різновиди із зайцем в центрі.
- 4) На реверсі 2 риби в колі, поміж ними «вузол щастя».
- 5) 1397 (800 р. Г.). Лев, що крокує вправо.
- 6) 1403 (806 р. Г.), також існують недатовані. Баран, що крокує праворуч. Над спиною дерево[50].

## Монетний двір у Бік-Мансурі
З 1239 по 1362 роки Половецьке поле належало Золотій Орді. В 1362 році війська литовського князя Ольгерда зайняли землі Переяславщини, включаючи Глинськ. У 1380 році, після вбивства Мамая в Кефі, його син Мансур-Кіят побоюючись репресій повернувся на рідні половецькі степи. В 1381 році він засновує Глинське князівство. У 1391 році Мансур був вбитим військами Тимура під Самарою, а в 1392 році князівство потрапляє під контроль Великого князівства Литовського. У 1399 році, після того як син Майсура Лекса порятував литовського князя Вітовта, сховавши його в Глинському, князь подарував йому чималу територію — на півдні землі Чернігівщини та Сумщини, на сході кордони сягали сучасної Курської, Бєлгородської та Харківської областей, на заході лівобережжя Черкащини де Глинськ став основним містом князівства, отримавши статус напівавтономного князівства Литви та прикордонної території поміж Великим князівством Литовським і Диким полем. Водночас Вітовт домігся від хана Тохтамиша письмової відмови від права Улус Джучі на ці землі. В середині 60-х років XV ст. на землі Глинського князівства стали претендувати Ґераї. Водночас, після невдалої спроби захопити трон Великої Орди, хан Махмуд очолив похід на Литовські землі, де був розбитий кримським ханом Хаджі I Ґераєм неподалік кордонів князівства. Махмуд встигнув втекти до Хаджи-Тархану де він і помер в 1471 році.

### Данги

Карбування у Мансурі, акче, Махмуд, Бл. 1365 року

Точне місце знаходження монетного двору Мансур (араб. منصور) невідоме. Російським археологом та істориком А. К. Марковим монетний двір був позначений як «Крим ель-Мансур» і зазначено було 4 монети цього типу карбованих ханом Махмудом. За визначенням В. П. Лебедьова на монетах чітко читається лише надписи Мансур і Бік. Середня вага цих монет складала 0,58—0,62 гр. На аверсі монет надпис в 3 рядки: «Султан/Махмуд/Мухаммед». На реверсі в центрі монети двонога тамга, навколо неї вгорі надпис «Бік», знизу «Мансур».

## Монетний двір у Улуг аль-Джадід
У 1915 році в західній частині Воронізькій губернії було знайдений скарб кількістю 603 монети, у якому 6 монет були з позначенням монетного двору Улуг аль-Джадід. У 1974 році в селищі Лави (Липецька область, Росія) було знайдено скарб, який складався з 301 монети, карбованих Солхаті, Кефі, Урда (разом з епітетами), Азаку, та невелика кількість нижньоволзьких монет. Також серед знайдених монет було 11 екземплярів з позначенням моненого двору Улуг аль-Джадід. У 1977 році поблизу генуезької фортеці Чембало (Балаклава, Крим, Україна) у скарбі були знайдені монети, які карбувалися з позначенням монетних дворів Крим (також з епітетом аль-Джадід), Азак (також з епітетом аль-Джадід), Урда (також з епітетом аль-Джадід), Белед (укр. Місто, або область), Шамахи та Улуг аль-Джадід (1 екз.). На жаль, 2⁄3 частини скарбу було втрачено. Усього збереглося 177 монет

### Данги

Карбування в Улуг аль-Джадіді, данг, Тимур-Кутлуг, 1398 (800 р. Г.)

Данги з позначенням монетного двору Улуг аль-Джадід (араб. الجديد أولو) карбувалися лише у 1397 (800 р. Г.) році за часів правління Тимур-Кутлука. На аверсі в чотирикутнику легенда в 3 рядки: «Султан справедливий/Тимур-Кутлук/нехай продовжиться його правління». З боків чотирикутника віньєтки. На реверсі в семидуговому картушу позначення місця карбування та рік. Також існують різновиди з легендою в картушу з обох сторін.

## Монетний двір у Шехр-аль-Джадіді
Див. також Монети Західного Причорномор'я
У XIV столітті Поблизу сучасного Запоріжжя на території Пруто-Дністровського межиріччя, за 18 км від острова Хортиця, існувало поселення Золотої Орди, яке Арабські мандрівники називали місто Шехр-аль-Джедід (з тюрк. — Нове місто). В 1363 році на місці поселення знаходилася ставка беклярбека Мамая, наставником якого був Абдулах-хан. Мешканці поселення вели активну торгівлю водним шляхом з північно-причорноморськими містами та ближніми територіями на річці Дністер. Нині залишки міста знаходяться на Кучугурському городищі. На території Бессарабії в цей період існувала також ставка Мамая Шерх з епітетом аль-Махрус (городище Янгі-Шерх, в 56 км від Кишиньова).

### Данги

Карбування у Шехр-аль-Джадід. Данг Бл. середини 1360-х років, Абдулах

Данги з позначенням Янгі-Шехр-Джедід (араб. الجديد ینگی‌ شهر‎) карбувалися близько середини 1360-х років за часів Абдулах-хана (1362—1370) — висуванця від беклярбека Мамая. На аверсі в шестидуговому картушу позначення місця карбування, справа «вузол щастя». На реверсі ім'я хана та рік виготовлення. Внизу малі зірки Існують також різновиди із зображенням віньєток з боків чи внизу надпису, малих зірок серед надписів. Вага — 0,82-1,34 гр.

### Пули

Карбування у Шехр-аль-Джадід. Пул, Абдулах

Мідні пули Янгі-Шехру карбувалися в період правління Абдулах-хана лише одного типу: На аверсі позначення місця карбування, на реверсі ім'я хана.